# 阿倍野消防署

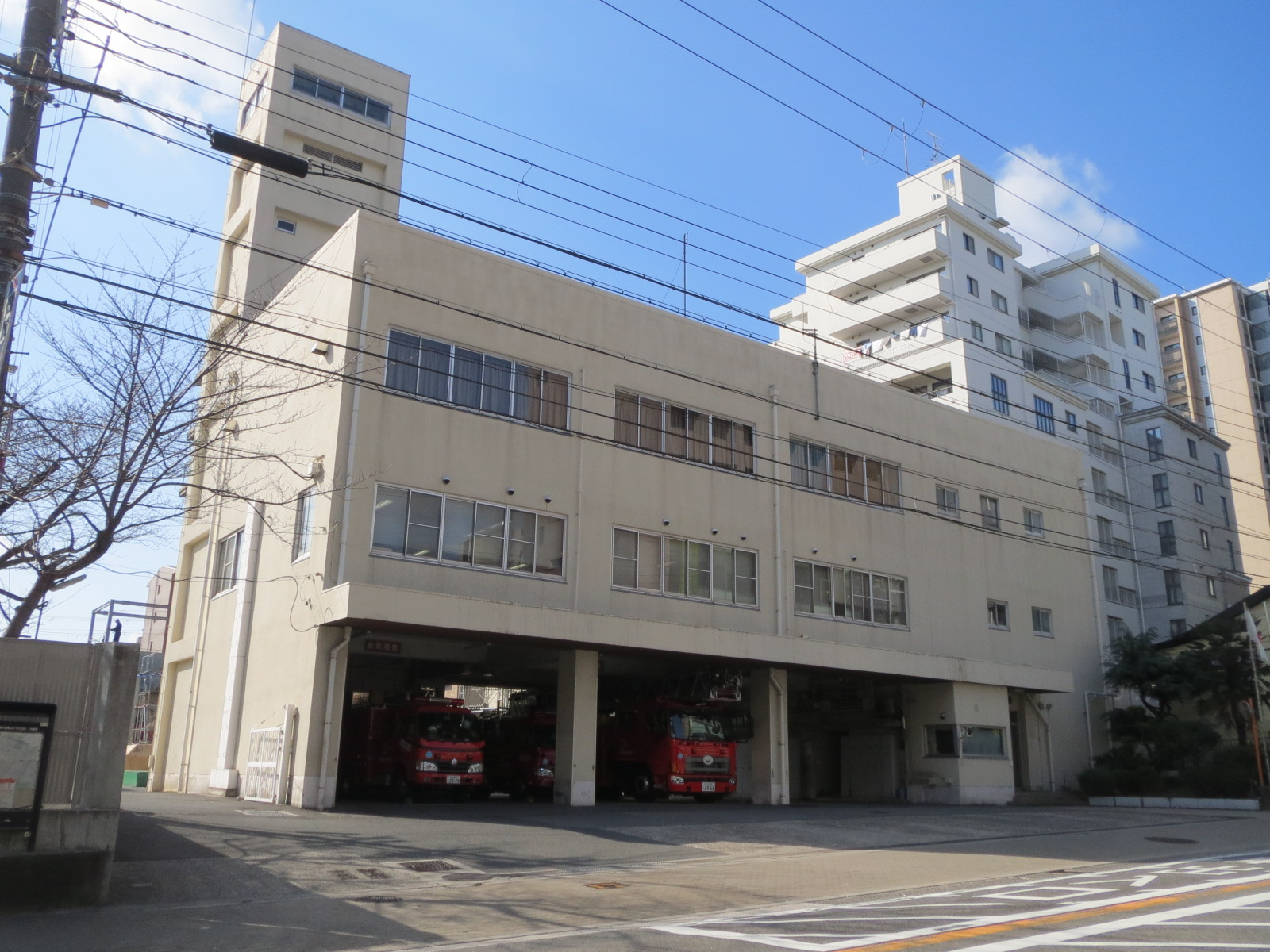
阿倍野消防署 (2021年1月)

阿倍野消防署（あべのしょうぼうしょ）は、大阪市阿倍野区にある大阪市消防局が管轄する消防署である。
阿倍野区松崎町4丁目に位置し、晴明通・阪南の2出張所、約120名の職員、特別救助隊（都市災害対応救助隊：BR）、消防車、救急車が配備され、阿倍野区の安全確保に努めている。

## 沿革
現在の阿倍野区の区域を管轄する消防署は、南消防署（現在の浪速消防署・中央消防署）、のち今宮消防署（現在の西成消防署）、次いで天王寺消防署と変遷してきた。
阿倍野区全域を管轄する消防署として、1944年2月1日付で阿倍野消防署が開庁した。阿倍野区阿倍野筋3丁目・大阪市電気局阿倍野自動車車庫（のちの大阪市立阿倍野体育館の場所）の一角を借りて開庁している。翌1945年2月20日には、阿倍野区天王寺町2674番地、元・三井物産大阪支店社員倶楽部（現在地）に移転している。
しかし1945年の大阪大空襲により、1945年6月29日に近隣の西成・住吉の両消防署を統合し、阪南消防署に改称した。阪南消防署は阿倍野・西成・住吉（現住之江区の区域含む）の3区を管轄した。
1946年3月20日に住吉消防署（現・住之江消防署）が復興開庁し、元の阿倍野消防署に改称している。当時の阿倍野消防署は阿倍野・西成の2区を管轄していたが、1948年2月5日に西成消防署が復興開庁したことに伴い西成区を管轄区域から外し、現在の管轄区域となっている。
1950年7月に望楼が完成し、また1962年11月には借地だった敷地を買収して市有地としている。1990年には大規模改修を実施し294m2増築されている。

## 本署・出張所所在地
- 阿倍野消防署 - 阿倍野区松崎町四丁目4番30号(北緯34度38分22.5秒 東経135度30分59.5秒 / 北緯34.639583度 東経135.516528度)
  - 晴明通出張所 - 阿倍野区晴明通9番16号
  - 阪南出張所 - 阿倍野区播磨町一丁目23番17号

## 車両

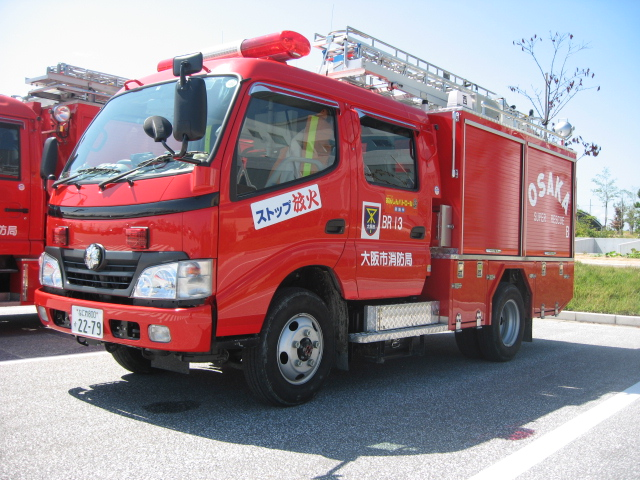
阿倍野消防署のⅣ型救助工作車

本署
- P298(小型消防ポンプ車)
- BR14(救助工作車Ⅳ型)
- L5(41m級：ポンプ付はしご車)
- RW25(ウォーターカッター車)
- LW15
- DB28
- A361(高規格救急車)
- A396
- CC332(化学車)

晴明通
- P106(中型：大砲)
- ST94(A仕様)

阪南
- P187(小型)
- A393

予備
- P127(中型)
- ST62(A仕様)
- R64
- A374
- PI326